# Shakespeares Venus og Adonis
|  | Denne artikel er oprettet af botten PalnaBot ud fra en ekstern database. Den kan derfor have sproglige fejl eller mangler. Denne skabelon kan fjernes efter kontrol af indholdet. |

Shakespeares Venus og Adonis er en dokumentarfilm instrueret af Niki Vraast-Thomsen efter manuskript af Niki Vraast-Thomsen.